# دبلیودبلیوئی ۲کی۲۰
دبلیودبلیوئی ۲کی۲۰ (به انگلیسی: WWE 2K20) یک بازی ویدئویی کشتی حرفه‌ای است که توسط شرکت ویژوال کانسپتس توسعه یافته‌است و توسط شرکت ۲کی اسپورتس در ۲۲ اکتبر ۲۰۱۹ برای مایکروسافت ویندوز، اکس‌باکس وان و پلی‌استیشن ۴ در سراسر جهان منتشر شد. این بازی دنباله‌ای بر نسخهٔ دبلیودبلیوئی ۲کی۱۹ محسوب می‌شود و همچنین بیست‌ویکمین قسمت در مجموعه بازی‌های دبلیودبلیوئی و هفتمین بازی با عنوان دبلیودبلیوئی ۲کی به‌شمار می‌رود. این بازی به عنوان یکی از بدترین بازی کشتی کج محسوب می‌شود. از کاتسین‌های تکراری و فضای حوصله سربروتکراری یونیورس تا باگ‌های زیاد اون و حذف کردن ۳۰ سوپراستار مثل ریکیشی، کین، ۹۸ مستر پرفکت و… موهای کشتی کج کارها افتضاح شده و تحرک بازی کم شده. شما می‌توانستید در۲کی ۱۹ رنگ صورت کشتی‌گیرانی مثل فین بلر رو عوض کنید، اما در۲کی ۲۰ نمی‌توانید. جام تگ تیم از بازی حذف شده. گرافیک بازی پایین می باشد همراه با باک زیاد. قیمت این بازی ۶۰ دلار هست. وقتی شما در ۲ کی ۱۹مشت می‌زدید صورت قرمز می‌شد یا کسانی که صورتشان رنگی بود رنگشان کم‌کم از بین می‌رفت اما در ۲ کی ۲۰ در صورت حریف مشت بزنی صورت هیچ اتفاقی نمی‌افتد. لوگوهای راوو و اسمکدان اصلاً اپدیت نیست. عوض شدن لوگو قبل از عرضه بازی تغییر کرد.

## محیط بازی
بخش ویترین یا Showcase دبلیودبلیوئی ۲کی۲۰ دربارهٔ چهار کشتی‌گیر زن اصلی یا برتر دبلیودبلیوئی یعنی بِیلی، شارلوت فلر، ساشا بنکس و بکی لینچ است. بخش 2K Towers که اولین بار در دبلیودبلیوئی ۲کی۱۹ بود، در این سری هم وجود دارد. بخش دوران کاری من یا همان MyCareer در دبلیودبلیوئی ۲کی۲۰ برای اولین بار در تمام سری بازیهای دبلیودبلیوئی، علاوه بر شخصیت مرد، شخصیت زن هم خواهد داشت. بخش مای کریر به نظر هواداران بدترین مای کریر تاریخ محسوب می‌شود. استوری‌های بسیار بد و بد بودن محیط بازی این بخش را افتضاح کرده.

## توسعه
دبلیودبلیوئی ۲کی۲۰ اولین نسخه از سری بازیهای دبلیودبلیوئی است که تنها توسعه‌دهنده آن شرکت ویژوال کانسپتس است؛ سری‌های پیشین با همکاری شرکت یوک'س بودند. گفته شده بود که امینم در حال تدارک موسقی بازی است ولی پس از لو رفتن این موضوع پیش از اعلام رسمی‌اش، مذاکرات شکست خورد.
اعلام رسمی این بازی با نمایش تریلر در اوت و رونمایی از کاور با حضور بکی لینچ و رومن رینز بود. این اولین بازی پس از اسمکدان ضد راو ۲۰۰۷ است که تصویر ورزشکار زن هم روی کاور آن نقش بسته‌است. قبل بکی لینچ تصویر توری ویلسون بود.
همچنین شاهد حضور چاینا، تریش استراتوس و هالک هوگان در این نسخه بودیم. این بازی چهار بسته قابل دانلود با عنوان "WWE 2K Originals," خواهد داشت که به بازیکنها "قلمرویی خیالی" با محتوای داستانی نشان خواهد داد. اولین بسته "Bump in the Night" دربارهٔ بری وایت و شخصیت "The Fiend" خواهد بود.